# 網路地圖服務
網路地图服务（英语：Web mapping）是利用网络或手机功能和电子地图技术开发的地图服务。互联网上有许多的地图服务网站，大型的网络服务商如Google、Microsoft都提供此服务。电话服务商也经常为客户提供地图和定位服务。

## 服務
網路地图服务可能包括：
- 地图
- 地址搜索
- 周边搜索
- 商业搜索（如黃頁）
- 行车路线
- 公共交通工具路线
- 卫星图片
- 风景图片
- 定位与导航

## 服务网站

### 全球
- 谷歌地圖
- Waze
- 蘋果地圖
- Sygic
- OpenStreetMap

### 中華民國
- 臺灣通用電子地圖

### 俄羅斯
- 2GIS
- Yandex地圖

### 中国大陆
- 高德地图
- 百度地图
- 腾讯地图
- 搜狗地图
- 天地图
- 都市圈

### 香港
- 中原地圖
- 地理資訊地圖

### 日本
- NAVITIME
- Yahoo!地圖

### 南韓
- NAVER地圖
- Kakao地圖
- T地圖

### 法國
- Coyote（法语：Coyote (système)）

## 街景地图
街景（street view），或称街景地图，是一種模擬真實場景漫游的新型地圖。因多数人在陌生街景中缺乏方向感，街景地圖需要联合平面地图来定位才有实用效果。街景被網友認為是一項偉大的發明，但是由於侵犯個人私隱而備受批評。
所有街景地图的使用方式都大致一樣，在进入街景后点击地图上的蓝色线路，即可进入街景介面。用鼠标滚轮或鼠标点击前进，部分街景还支持键盘操作。某些街景地图于部分城市提供了街景的夜景和历史图像功能。

### 歷史
2006年，城市吧开发街景地图。2007年，Google街景上线，现已覆盖七大洲的大多数国家和地区。2012年，中国国内第一家街景地图网站原SOSO街景地图上线。
目前和曾经有開設街景服务的有：
美国：
- Google街景，其街景已覆盖七大洲大多数国家（包括中国的博物馆）。

中国大陸：
- 城市吧：自2012年未通过国家审查后，开始与腾讯街景地圖共用街景图。
- 腾讯地图：腾讯地图覆盖北京、上海、广州、深圳等137個城市和地區的道路。在2021年网页端下线。
- 百度全景：百度全景覆蓋了42个城市的道路。
- 高德地圖：高德地圖曾经覆蓋了20個城市及地區，但只有景區或定點全景，最晚在2021年下线，下线原因不明。
- 我秀中国：我秀中国已开通一百多个城市，是中国国内目前数据最全的实景数据提供商，但畫質較差。
- 360地图：360地图目前提供了以摄像头为基础的实景直播地图，曾覆盖多个城市，包括县级城市。也最晚在2021年下线，下线原因不明。

韓國：
- NAVER線上地圖的街景服務，涵蓋韓國各地的資料。

瑞典：
- Mapillary使用众包方式收集的世界各地的街景。

## 目前網路地图的弱点
網路地图服务与专业的地理信息系统应用软件相比有一些功能上的缺陷。用户不能点击查询地图所绘的图形对象的详细信息、用户不能自己定义图形符号与地图样式、用户不能下载使用地理数据等。但自发地理信息为核心模式的在线应用如開放街圖，一定程度上克服了这些缺陷，使在线地图应用更灵活、强大。